# 柑子园镇
柑子园镇，是中华人民共和国湖南省永州市道县下辖的一个乡镇级行政单位。

## 行政区划
柑子园镇下辖以下地区：
五福村、新屋墙村、内岭村、三海洞村、善祥村、周邝村、燕石洞村、岩口村、柑子园村、兴隆村、同心村、刘家村、军民村、洲子上村、粮林村、小江口村、油湘村、脉地村、欣荣村和黄金村。